# Escape (canción de Metallica)
«Escape» es la sexta canción del álbum de 1984 Ride the Lightning, segundo disco de estudio de la banda de thrash metal estadounidense Metallica. Fue escrita por James Hetfield, Kirk Hammett y Lars Ulrich. Tiene una duración de 4:24 minutos.
La letra de la canción habla sobre el sentimiento de aversión hacia la creencia popular, la libertad de expresión y pensamiento. Otra versión, la más aceptada, dice que habla sobre la vida de un preso que intenta "escapar" de su celda, sin arrepentirse de lo que él hizo para llegar ahí. Esta última versión tiene fundamento en el tema principal de la canción que da nombre al álbum de estudio: Ride the Lightning, la cual habla acerca de la muerte en una silla eléctrica, propia de las prisiones, habla de que quiere salir de su encierro propio y destrozar las cadenas de opinión y opresión que están ante él.
Haciendo énfasis en un ámbito carcelero la pista muestra una grabación de sirena similar a la utilizada en las prisiones estadounidenses a partir del minuto 3:26.
La canción ha hecho apariciones principalmente como tease, lo que sucedió en San Diego en 1992, donde comenzaron a tocar la introducción, pero rápidamente fue suspendida para comenzar a tocar una versión de «Stone Cold Crazy» (original de Queen).
«Escape» ha sido interpretada varias veces en versión Jam, (corta, y no completa), en conciertos como el 7 de agosto de 1989 en el Stoned Balloon, Newark, EE. UU., también en Melbourne (Australia) el 21 de noviembre de 2010, igualmente en el Fillmore de la ciudad San Francisco el 10 de diciembre de 2011.
Durante el concierto de la primera noche de su festival Orion Music and +, el sábado 23 de junio de 2012, finalmente incluyen la canción en su setlist, esto debido a que tocarían el álbum Ride the Lightning en su totalidad, tocándolo en orden inverso. La causa por la cual la canción solo ha sido interpretada completamente una vez en vivo es porque se puede decir que James Hetfield odia esta canción ya que el ritmo del inicio le suena a música disco.

## Versiones en vivo
- Stoned Balloon, Newark, EE. UU., 7 de agosto de 1989 (Jam version).
- Sports Arena , San Diego, EE. UU., 14 de enero de 1992 (Jam version).
- Palacio de los Deportes, Ciudad de México, 1 de marzo de 1993 (Jam Version) (live Sh*t Bing & Purge release).
- Houston Raceway Park, Texas, EE. UU., 7 de agosto de 1994 (Jam version).
- Rod Laver Arena, Melbourne, Australia, 21 de noviembre de 2010 (Jam version).
- Fillmore, San Francisco, EE. UU., 10 de diciembre de 2011 (Jam version).
- Bader Field, Atlantic City, EE. UU., 23 de junio de 2012 (versión completa).

## Créditos
- James Hetfield: Voz y guitarra rítmica.
- Kirk Hammett: Guitarra líder.
- Cliff Burton: Bajo eléctrico y coros.
- Lars Ulrich: Batería y percusión.